# Парагвайський гуарані
Гуарані (ісп. Guarani) — грошова одиниця Парагваю.
- В обігу перебувають монети номіналом 50, 100, 500 і 1000 ґуарані та банкноти номіналом в 2000, 5000, 10 000, 20 000, 50 000 і 100 000 гуарані.

## Історія
Закон про створення Гуарані був прийнятий 5 жовтня 1943 року, і замінив песо в розмірі 1 Гуарані = 100 песо. Гуарані вперше були опубліковані в 1944. Між 1960 та 1985, гуарані був прив'язаний до Долар США на 126 PYG за 1 долар США.

## Монети
У 1944 алюмінієво-бронзові монети введені номіналом в 1, 5, 10, 25 і 50 сентімо. Всі вони були круглої форми. Особові ознаки квітка «Republica del Paraguay», і навколо його дата, за винятком 50 сентаво, у якому були зображені лев і Свободи Cap Insignia.
- Основні кольори — коричневий, фіолетовий, оливковий, бежевий.

Теоретично гуарані складається з 100 сентимо (céntimo), але у зв'язку з інфляцією сентимо більше не використовуються.
Монети номіналом у 1, 5 та 10 гуарані є рідкісними через свою малу вартість.